# Elizabeth Barry
Elizabeth Barry (1658 – 7 novembre 1713) è stata un'attrice teatrale inglese.
Lavorò presso tutte le più prestigiose compagnie teatrali inglesi dell'epoca.

## Biografia
La sua prima partecipazione fu probabilmente nel 1675 in compagnia di Thomas Betterton nell'opera di Thomas Otway Alcibiade, dove interpretò la cameriera Draxilla. L'inizio non fu dei migliori in quanto dopo l'esibizione venne cacciata temporaneamente dalla compagnia di cui faceva parte.
A quanto pare le sue doti recitative si sono sviluppate brillantemente grazie a delle lezioni condotte in privato dal suo amante John Wilmot, II conte di Rochester, letterato e appassionato di teatro, amico del re Carlo II d'Inghilterra e molto famoso presso la corte.
In seguito continuò a lavorare per le opere di Otway: fu Monimia in The Orphan (1680) e Belvidera in Venice Preserved (1682), ma anche Isabella nell'opera The Fatal Marriage (1694) di Thomas Southerne. Fu membro della Duke's Company dal 1675 e della United Company dal 1682 al 1695.

## Filmografia
Nel film The Libertine, che narra la vita di John Wilmot, il suo ruolo è interpretato da Samantha Morton.